# Zygaena filipendulae
Bướm đêm sáu đốm, Zygaena filipendulae, là một loài ngài bay ban ngày thuộc họ Zygaenidae. Đây là loài phổ biến khắp Âu Châu.
Con cái và con đực giống nhau và có sải cánh 30–40 milimét (1,2–1,6 in). Cánh trước màu xanh lá cây kim loại đậm vơi 6 đốm đỏ. Con trưởng thành bay vào những ngày nóng từ tháng 6 đến tháng 8.

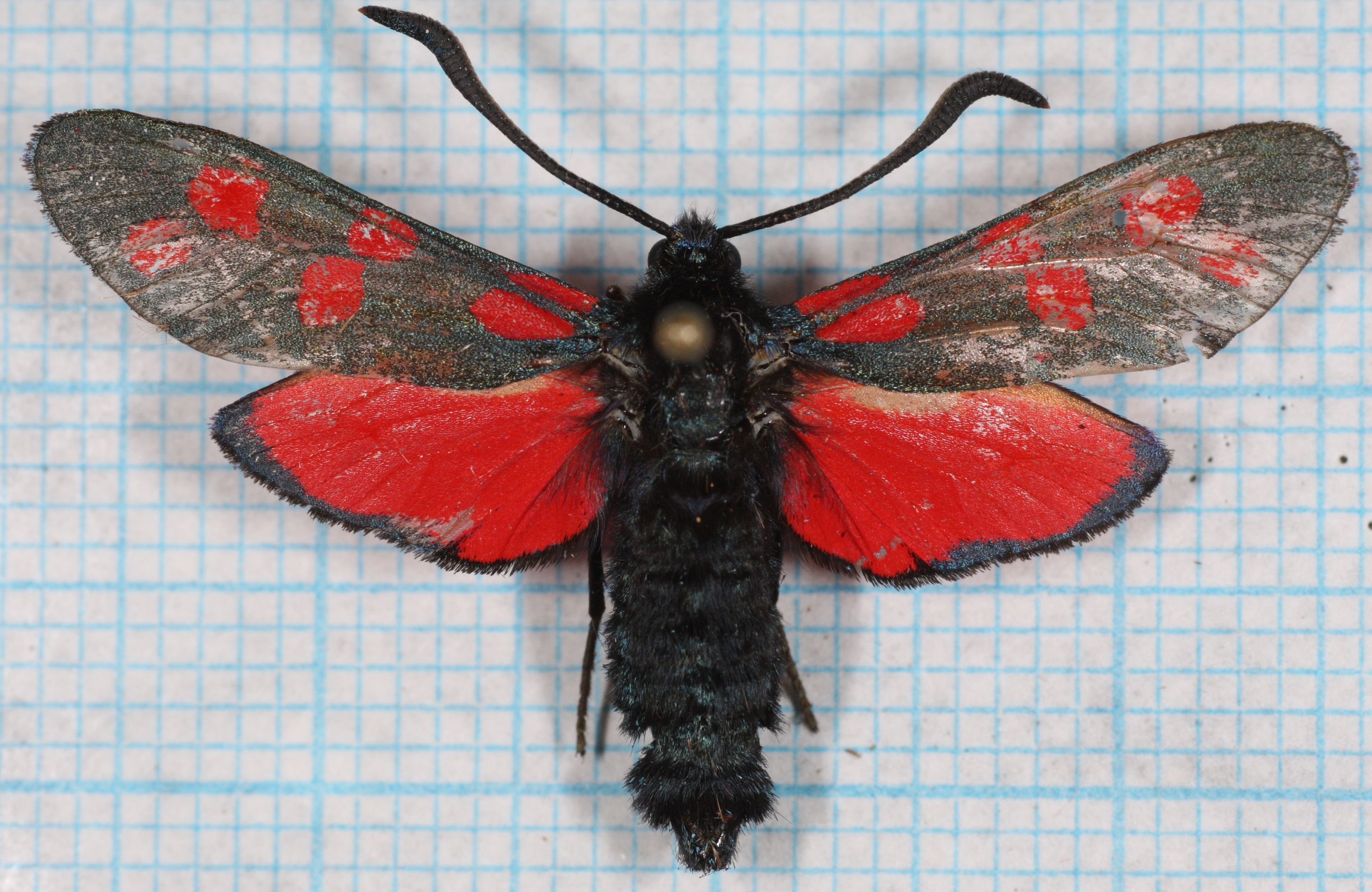

## Phân loài
- Z. f. altapyrenaica
- Z. f. arctica
- Z. f. balcanirosea
- Z. f. campaniae
- Z. f. duponcheli
- Z. f. filipendulae
- Z. f. gemella
- Z. f. gemina
- Z. f. gigantea
- Z. f. himmighofeni
- Z. f. liguris
- Z. f. maior
- Z. f. mannii
- Z. f. noacki
- Z. f. oberthueriana
- Z. f. polygalae
- Z. f. praeochsenheimeri
- Z. f. pulcherrima
- Z. f. pulcherrimastoechadis
- Z. f. pyrenes
- Z. f. seeboldi
- Z. f. siciliensis
- Z. f. stephensi
- Z. f. stoechadis
- Z. f. zarana